# Battaglia di Punta Quemada
La battaglia di Punta Quemada, combattuta nel gennaio del 1525, fu un breve ma sanguinoso conflitto svoltosi tra un gruppo di conquistadores spagnoli ed alcuni guerrieri nativi della Colombia, probabilmente della tribù settentrionale del regno Andino di Quito, soggetta al controllo dell'impero Inca. Nonostante venga descritta come termine del primo tentativo di spedizione di Francisco Pizarro sulla costa del Pacifico, la battaglia rappresentò anche un passo cruciale nel corso della conquista spagnola dell'impero Inca.

## Storia
Per settimane, prima della ritirata di Punta Quemada, Pizarro ed i suoi uomini avevano seguito, per mare e per terra, le coste della Colombia, assaggiando l'inospitalità degli abitanti e le tempeste tropicali. Fame e fatica avevano devastato il gruppo, lasciando molti morti sul percorso, e solo il carisma di Pizarro e la ferrea costituzione dei castigliani tenevano unita la ciurma evitando il collasso.
All'arrivo a Punta Quemada, Pizarro guidò i suoi uomini nell'entroterra scoprendo ed occupando un villaggio. Apparentemente gli abitanti erano fuggiti alla vista degli europei. Contento di poter stabilire un quartier generale in un posto così difendibile, e sapendo che i propri vascelli non lo avrebbero portato molto oltre, Pizarro decise di inviare un contingente guidato da Montenegro a Panama in cerca di rifornimenti, mentre le sue truppe avrebbero controllato le mura cittadine nell'attesa di Diego de Almagro, la cui spedizione che seguiva quella di Pizarro sarebbe arrivata a breve.
Ma i Quitiani erano prodi guerrieri e, contrariamente a quanto pensavano gli spagnoli, avevano abbandonato il paese solo per portare in salvo donne e bambini. Armati di archi, frombole e lance tennero controllati gli invasori occupando indisturbati la giungla in attesa dell'attacco.

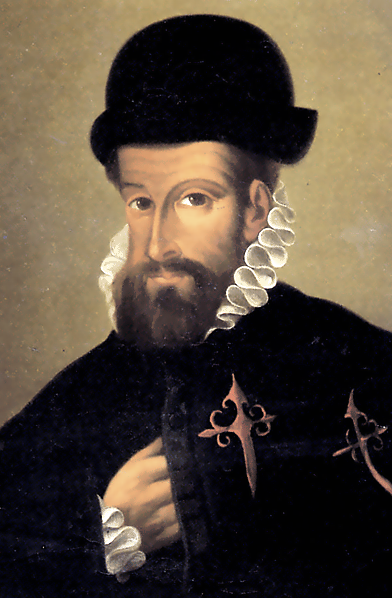
Francisco Pizzarro

La colonna di Montenegro, la parte più vulnerabile dei castigliani, cadde in un'imboscata appena uscita dalla giungla fitta, ai piedi delle Ande, dove frecce ed altri proiettili non avrebbero incontrato ostacoli. I castigliani iniziarono a disperdersi, mentre i nativi portavano l'attacco.
Montenegro, guidando i propri uomini, ordinò di affrontare i Quitiani. Gli spagnoli fecero a brandelli la carica dei nativi con una pioggia di balestrate, per poi armarsi di spade e guidare un contrattacco, sconfiggendo i Quitiani sprovvisti di armatura e facendoli fuggire sulle colline.
I Quitiani orchestrarono un simile attacco al campo di Pizarro devastando il villaggio, lanciando una pioggia di dardi contro i difensori. Prescott afferma che Pizarro, troppo fiero per essere bloccato nelle mura dal fuoco nemico, uscì dalla città per affrontare il nemico, portando i suoi uomini in un attacco teso a sconfisse i nativi. Sopraffatto dalla ferocia del loro assalto, Pizarro combatté fieramente per respingere gli indigeni.
Montenegro, temendo per il proprio capo, ordinò un immediato ritorno al campo. Egli apparve sulla cresta della collina, lanciandosi sulle spalle dei Quitiani, sconfiggendoli. Incapaci di reagire, i nativi fuggirono nella foresta, lasciando Pizarro ferito non meno di sette volte.
I conquistadores capirono che il villaggio era molto meno difendibile di quanto avevano creduto, e temendo altri attacchi, ed incapaci di proseguire a sud via mare, Pizarro scelse di porre termine alla sua spedizione a Punta Quemada.